# Caria sponsa
Caria sponsa är en fjärilsart som beskrevs av Otto Staudinger 1888. Caria sponsa ingår i släktet Caria och familjen Riodinidae. Inga underarter finns listade i Catalogue of Life.